# Sainte-Soulle
Sainte-Soulle település Franciaországban, Charente-Maritime megyében. Lakosainak száma 5016 fő (2022. január 1.). Sainte-Soulle Bourgneuf, Dompierre-sur-Mer, Montroy, Saint-Médard-d’Aunis, Saint-Ouen-d’Aunis, Saint-Xandre és Vérines községekkel határos.

## Népesség
A település népessége az elmúlt években az alábbi módon változott:
| Lakosok száma | 1386 | 2221 | 2603 | 3223 | 3906 | 4236 | 4533 | 4846 | 4906 | 5016 |
|               | 1968 | 1982 | 1990 | 2006 | 2013 | 2015 | 2017 | 2019 | 2020 | 2022 |